# Censo paraguayo de 1950
El Censo paraguayo del 1950 fue realizado por la Dirección General de Estadísticas, Encuestas y Censos (DGEEC).

## Resultados por departamentos
| Rango | Departamento     | Población |
| ----- | ---------------- | --------- |
| 1     | Asunción         | 206.634   |
| 2     | Central          | 167.805   |
| 3     | Paraguarí        | 159.161   |
| 4     | Cordillera       | 145.232   |
| 5     | Itapúa           | 111.424   |
| 6     | Guairá           | 90.308    |
| 7     | Caazapá          | 73.051    |
| 8     | Caaguazú         | 71.699    |
| 9     | San Pedro        | 64.534    |
| 10    | Concepción       | 62.326    |
| 11    | Ñeembucú         | 50.861    |
| 12    | Misiones         | 43.449    |
| 13    | Boquerón         | 28.082    |
| 14    | Presidente Hayes | 23.490    |
| 15    | Amambay          | 18.160    |
| 16    | Alto Paraná      | 9.531     |
| 17    | Alto Paraguay    | 2.705     |
|       | Paraguay         | 1.328.452 |

### Datos adicionales
- Urbana 459.726 - 34,6%
- Rural 868.726 - 65,4%

- Varones  649.114 - 51,1%
- Mujeres 679.338 - 48,9%